# Romans-sur-Isère
Romans-sur-Isère – miejscowość i gmina we Francji, w regionie Owernia-Rodan-Alpy, w departamencie Drôme.
Według danych na rok 1990 gminę zamieszkiwały 32 734 osoby, a gęstość zaludnienia wynosiła 990 osób/km² (wśród 2880 gmin regionu Rodan-Alpy Romans-sur-Isère plasuje się na 18. miejscu pod względem liczby ludności, natomiast pod względem powierzchni na miejscu 174.).
Przez gminę przepływa rzeka Isère.

## Galeria

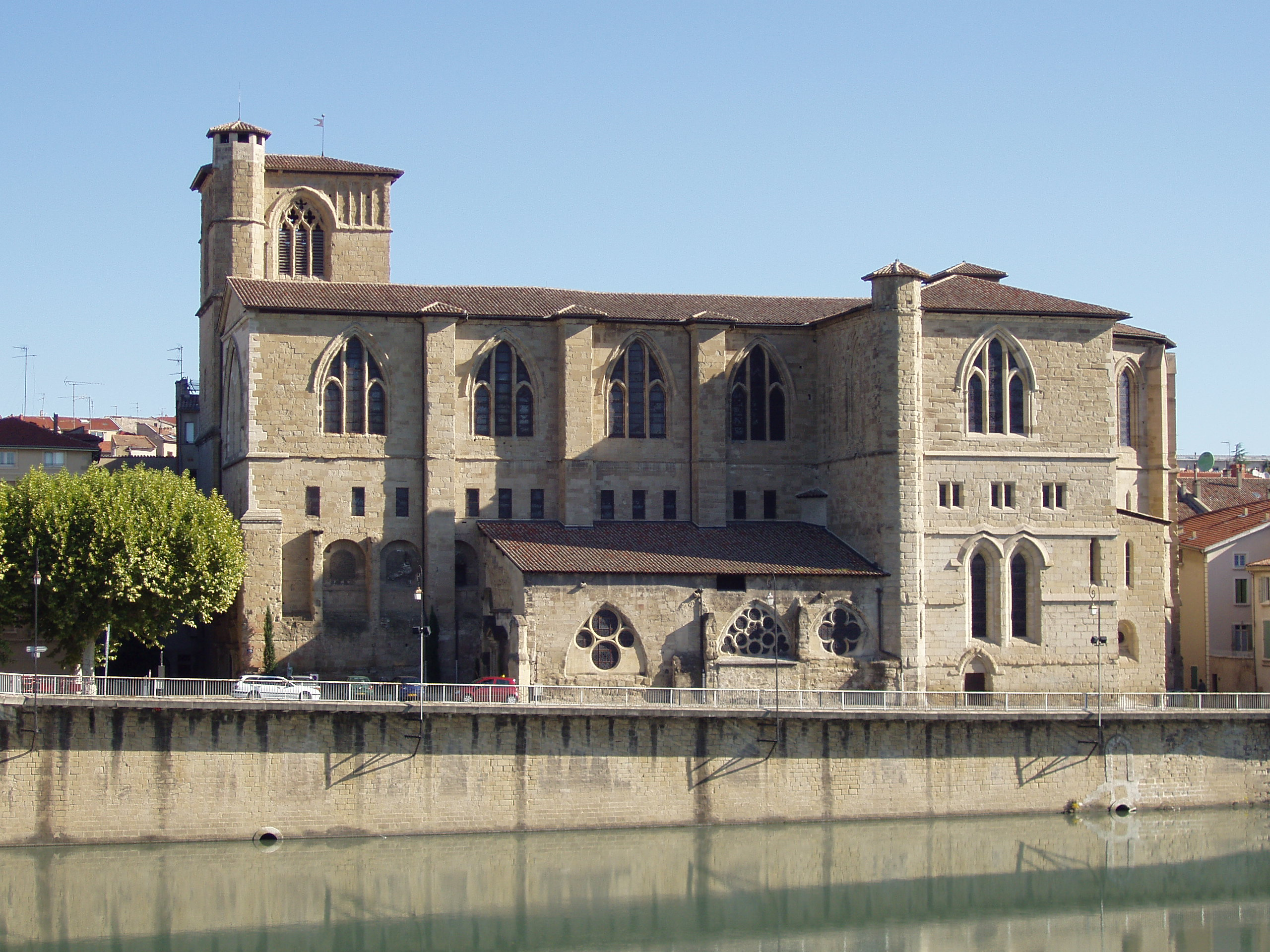
Kolegiata św. Bernarda, 2007
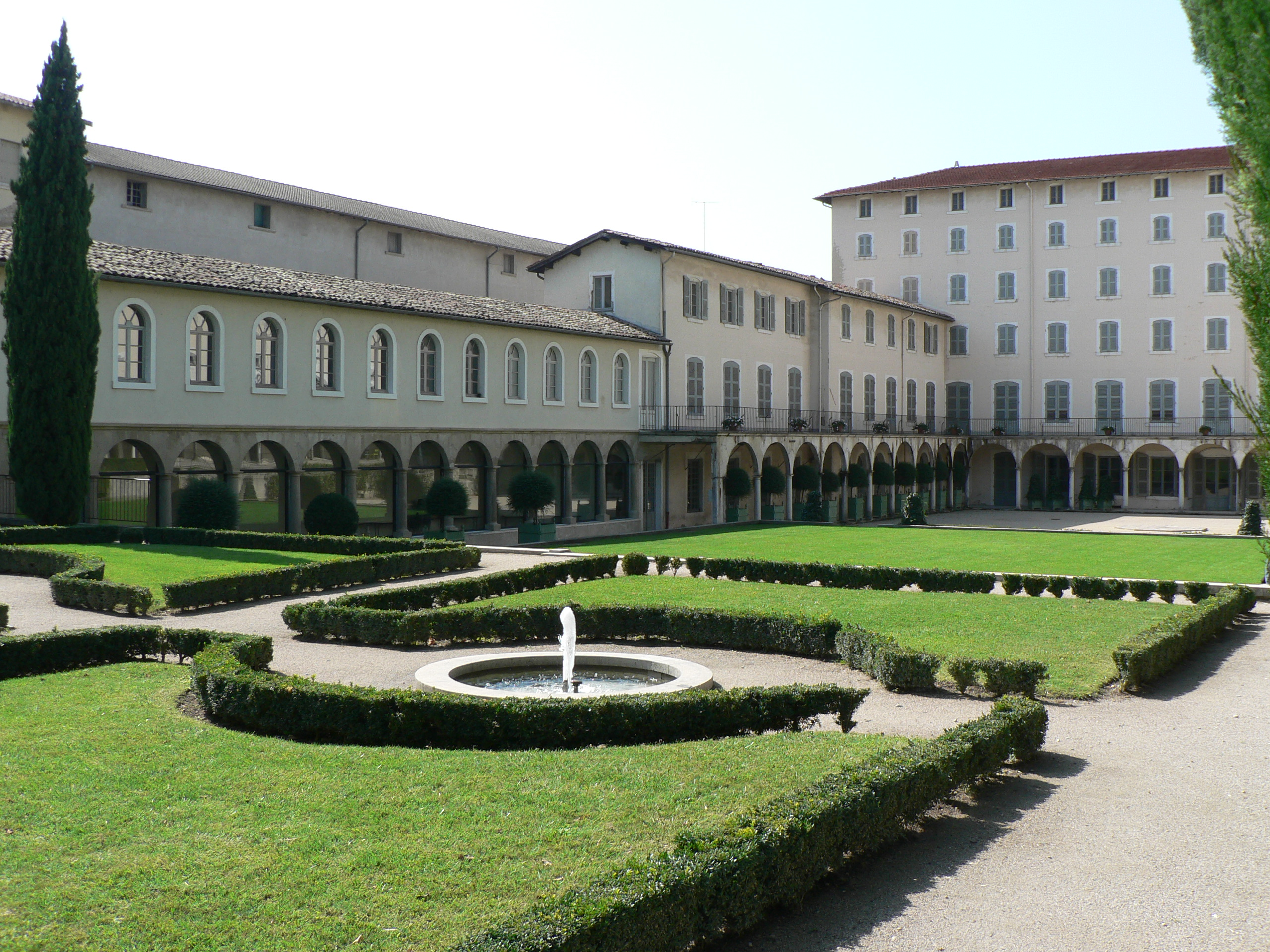
Klasztor sióstr Wizytek, 2012
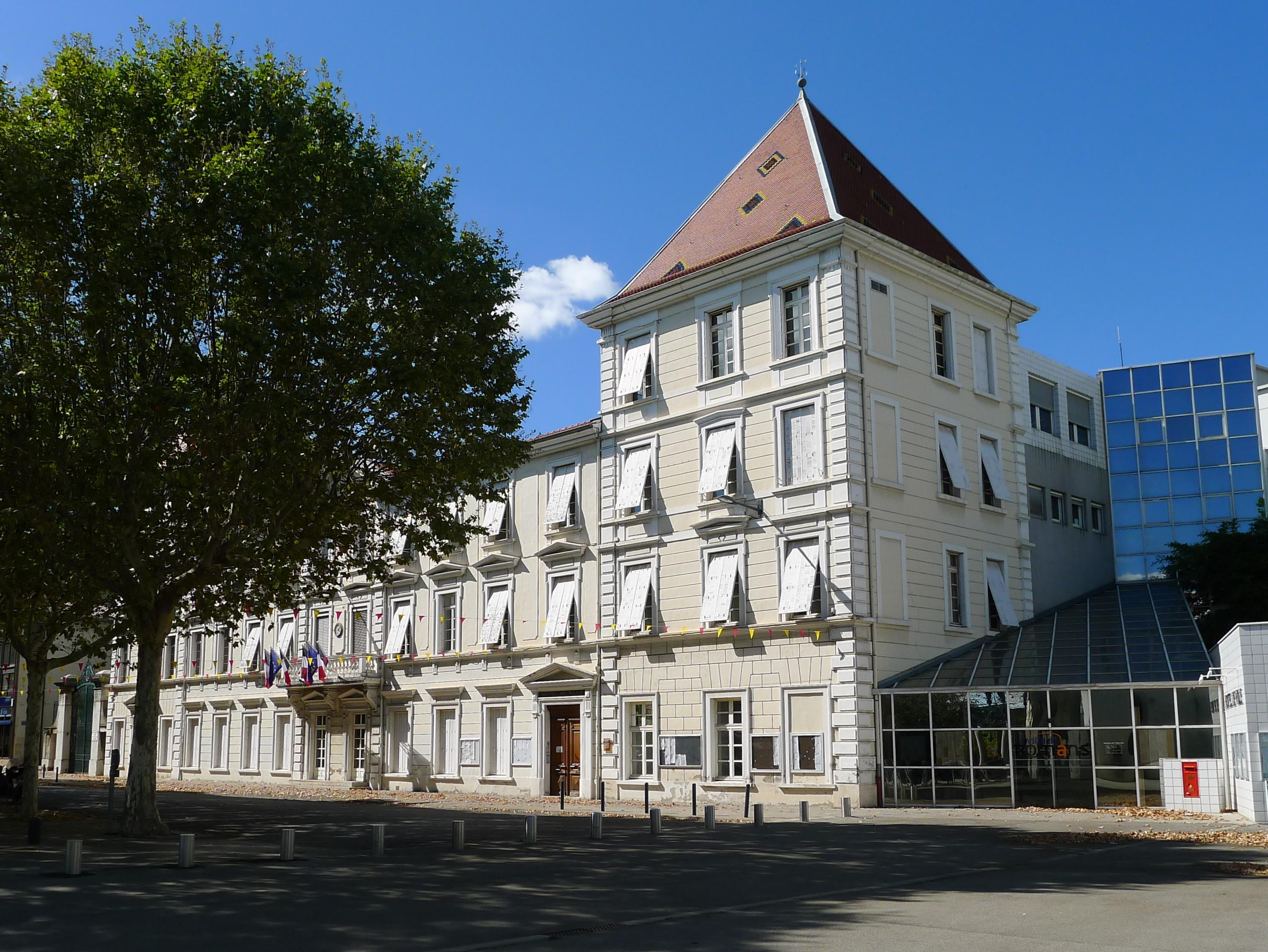
Ratusz, 2012

## Współpraca
- Coalville, Wielka Brytania
- Straubing, Niemcy
- Wardenis, Armenia